# Centrale idroelettrica Alpe Bacco
La centrale idroelettrica dell'Alpe Bacco è situata in Piemonte, nel comune di Ornavasso, nella provincia del Verbano-Cusio-Ossola.

## Caratteristiche
I macchinari consistono in un gruppo con turbina Pelton ad asse orizzontale.